# Ichneumon globosus
Ichneumon globosus är en stekelart som beskrevs av Cuvier 1833. Ichneumon globosus ingår i släktet Ichneumon och familjen brokparasitsteklar. Inga underarter finns listade i Catalogue of Life.